# Lost in the Echo
„Lost in the Echo“ je píseň americké rockové skupiny Linkin Park z jejich pátého studiového alba Living Things. Píseň byla k dispozici ke stažení 5. října 2012. Produkoval ji zpěvák skupiny Mike Shinoda a producent Rick Rubin. Od hudebních kritiků získala smíšené až pozitivní recenze.

## Videoklip
Videoklip se natáčel 1. a 2. července 2012 v Detroitu. Hlavního protagonistu ztvárnil rapper Gino the Ghost. Jedná se o první videoklip, ve kterém se neobjevil žádný člen skupiny. Oficiální videoklip měl premiéru 29. srpna 2012.
Muž kráčí po troskách města. Vchází s kufrem do staré katedrály. Tunel následně otevře, nachází se v něm fotky. Když vytáhne fotku ženy, která je patrně jeho známa, zjeví se přímo před ním. To se děje i ostatním lidem, kteří z kufru vezmou fotku. Na konci klipu duše lidí opět zmizí. Muž zavírá kufr a odchází s ním z katedrály.

## Obsazení
- Chester Bennington – zpěv
- Mike Shinoda – rap, rytmická kytara, klávesy
- Brad Delson – sólová kytara
- Dave „Phoenix“ Farrell – basová kytara, doprovodné vokály, sampler
- Rob Bourdon – bicí, perkuse
- Joe Hahn – syntezátory, samplování, programování, doprovodné vokály

## Seznam skladeb
| Pořadí | Název              | Délka |
| ------ | ------------------ | ----- |
| 1.     | "Lost in the Echo" | 3:25  |